# Заря (часы)
«Заря» — марка механических наручных часов производства Пензенского часового завода.

## История
В 1949 году завод переходит на производство исключительно женских моделей часов. В связи с этим изготовление часов «Победа» перешло на другие заводы страны. Пензенские конструкторы принялись за разработку нового часового механизма малого калибра, который впоследствии получил название «Заря». В 1963 году были изготовлены одни из самых плоских женских часов — «Заря-5». В 1965 году название «Заря» вводится в качестве единого для всех часов, производимых на Пензенском часовом заводе. Таким образом, все марки часов производства Пензенского завода отличаются только индексами (например, часы «Весна» стали называться «Заря-2009»). После распада СССР был создан торговый дом «Заря».

## Характеристика
Противоударные, водонепроницаемые. Имеются модели часов с автоподзаводом.